# Cohicaleyrodes
Cohicaleyrodes es un género de insectos hemípteros de la familia Aleyrodidae, subfamilia Aleyrodinae. El género fue descrito primero por  Bink-Moenen en 1983. La especie tipo es Cohicaleyrodes crossopterygis.

## Especies
La siguiente es la lista de especies pertenecientes a este género.
- Cohicaleyrodes alternans (Cohic, 1966)
- Cohicaleyrodes blanzyi (Cohic, 1968)
- Cohicaleyrodes crossopterygis Bink-Moenen, 1983
- Cohicaleyrodes descarpentriesi (Cohic, 1968)
- Cohicaleyrodes elongatus (Meganathan & David, 1994)
- Cohicaleyrodes indicus (David & Selvakumaran, 1987)
- Cohicaleyrodes jesudasani David, 2005
- Cohicaleyrodes mappiae Selvakumaran & David, 1996
- Cohicaleyrodes obscura Bink-Moenen, 1983
- Cohicaleyrodes padminiae Phillips & Jesudasan in David, Jesudasan & Phillips, 2006
- Cohicaleyrodes pauliani (Cohic, 1968)
- Cohicaleyrodes platysepali (Cohic, 1966)
- Cohicaleyrodes quadrilongispinae Bink-Moenen, 1983
- Cohicaleyrodes recurvispinus (Cohic, 1966)
- Cohicaleyrodes saklespurensis (Regu & David, 1992)
- Cohicaleyrodes uvariae (Cohic, 1968)